# 昆蒂利亞尼站
昆蒂利亞尼站（義大利語：Quintiliani）是羅馬地鐵的一個車站。昆蒂利亞尼站是羅馬地鐵B線的車站。雖然昆蒂利亞尼站的B線路段在1990年就已經竣工，但昆蒂利亞尼站在2003年才開始啟用。

## 外部連結
- http://www.atac.roma.it/index.asp?p=1&i=56&o=0&a=4&tpg=9&NUM=MBA&st=90044 （页面存档备份，存于）